# Brachycythere lincolnensis
Brachycythere lincolnensis är en kräftdjursart som beskrevs av LeRoy 1943. Brachycythere lincolnensis ingår i släktet Brachycythere och familjen Brachycytheridae. Inga underarter finns listade.